# 97e groupe de reconnaissance de division d'infanterie
Le 97e groupe de reconnaissance de division d'infanterie, précédemment dénommé 180e groupe de reconnaissance de division d'infanterie, est une unité militaire française de la Seconde Guerre mondiale.

## GRCA et GRDI
Les groupes de reconnaissance des corps d’armée (GRCA) et des divisions d’infanterie (GRDI) formés par des escadrons mixtes de cavalerie (motorisée et hippomobile) ont été créés par note de l’état-major de l’armée le 6 mai 1923, pour assurer aux grandes unités (corps d’armée, divisions d’infanterie, régions fortifiées) :
- La recherche du renseignement ;
- La prise de contact avec l’ennemi ;
- La sûreté.

## Origine et historique du180eGRDI
La Légion étrangère, depuis sa création en 1831, a toujours été formée d'unités d'infanterie, jusqu'à la création du 1er REC en 1921.
Le 180e groupe de reconnaissance de division d'infanterie a été créé à partir des effectifs des unités du 4e dépôt de cavalerie d'Afrique de Sousse, en Tunisie, et du 1er régiment étranger de cavalerie (1er REC) .
De type outre-mer, le 180e GRDI est créé le 1er décembre 1939, puis rattaché à la 180e division d'infanterie d'Afrique sous les ordres du général Rochas.
Le 180e GRDI était composé de :
- 1 état-major
  - 1 peloton de commandement
  - 1 peloton hors rang (EHR)
- 2 escadrons à cheval
- 1 groupe de mitrailleuses sur bât
- 1 peloton de mitrailleuses portées sur camionnettes
- 1 groupe de canons de 25 anti-chars hippomobile

Historique
- 1er décembre 1939 : création du 180e GRDI à Sousse, en Tunisie.
- 2 janvier 1940 : Le Groupe est envoyé à Pont-du-Fahs
- 3 février 1940 : À Bizerte, le 180e GRDI devient le 97e groupe de reconnaissance de division d'infanterie, passant de type outre-mer à type normal.

## Origine du97eGRDI
Le 97e groupe de reconnaissance de division d'infanterie puise son origine à partir des éléments du 180e GRDI de Sousse en Tunisie et du prélèvement de cadres et légionnaires des 1er et 2e régiments étranger de cavalerie et du dépôt commun des régiments étrangers de Sidi Bel Abbès.
De type normal, le 97e GRDI sera créé en décembre 1939, puis rattaché à la  7e DINA du général Barré.
Le 97e GRDI était composé de :
- L'état-major et le peloton de commandement dirigés le lieutenant colonel Paul Lacombe de la Tour et ses adjoints les capitaines Moisson et Vatchnadze.
- L'escadron hors-rang (pionniers, services vétérinaire, approvisionnement, auto, santé, transmission) sous les ordres du capitaine Djincharadze
- L'escadron hippomobile (176 chevaux) sous les ordres du capitaine Guiraud se composait de :
  - 1 groupe de mitrailleuses (2 Hotchkiss Mle 1914),
  - 1 groupe de 2 mortiers de 60 mm,
  - 4 pelotons de 2 groupes de fusiliers (soit 30 fusiliers par peloton)
- L'escadron de fusiliers motocyclistes (67 motos) sous les ordres du capitaine Colonna-Renucci se composait de :
  - 1 peloton de commandement
  - 1 groupe de 1 mortier de 60 mm
  - 4 pelotons de fusiliers motocyclistes (soit 28 fusiliers et 13 motos side-car par peloton)
- L'escadron de mitrailleuses et canons sous les ordres du capitaine Stevenin se composait de :
  - un peloton de commandement
  - 2 pelotons de mitrailleuses (2 groupes de 2 Hotchkiss Mle 1914 par peloton)
  - 1 groupe canon anti-char de 25 mm motorisé (2 pièces)

Le 97e GRDI est intégré à la 7e division d'infanterie nord-africaine (7e DINA), qui fait partie du 1er corps d'armée de la VIIe armée.
- 20e régiment de tirailleurs tunisiens (20e RTT)
- 31e régiment de tirailleurs algériens (31e RTA)
- 10e régiment de tirailleurs marocains (10e RTM)
- 81e régiment d'artillerie nord-africaine (81e RANA)
- 281e régiment d'artillerie lourde nord-africaine

## Historique
bataille de France
- 3 février 1940 : A Bizerte, le 180e GRDI devient, le 97e Groupe de Reconnaissance de Division d'Infanterie, passant de type Outre-Mer à type Normal. Le GR est commandé par le lieutenant-colonel Lacombe de la Tour.
- 21 mars 1940 : Le GRDI débarque à Marseille.
- 24 mars 1940 : il est envoyé sur Carcassonne et rattaché à la 16e Division de Cavalerie.
- 23 avril 1940 : Le GR est envoyé au camp du Valdahon dans le Doubs.
- 17 mai 1940 : Il embarque par voie ferrée à Besançon et Baume-les-Dames à destination de Montdidier
- Du 19 au 25 mai 1940, le 97e effectue des actions retardatrices sur l'axe Péronne-Barleux
  - 19 mai : Combats à Péronne et Guerbigny
  - 21 mai : Combats à Chaulnes
  - 22 mai : Combats à Belloy en Santerre
  - 25 mai : Combats à Lihons, Rosières et Nesle
- Du 5 au 10 juin 1940 : Défense de la Somme et de l'Avre ou le commandant du GR, le lieutenant-colonel Lacombe de la Tour est tué dans les combats à Noroy
  - 7 juin : Combats à Le Quesnel
  - 9 juin : Combats au bois de Noroy
- Du 11 au 22 juin 1940 le 97e GRDI est en couverture de la 7e DINA et effectue des actions retardatrices sur l'axe Luzarches, Brolles, Taille de Ruines, Saint Julien sur Cher, Clion, La Villedieu, Rosnay, Luchapt, Saint Jory de Chalais.
  - 13 juin, le 97e GRDI, renforcé par des éléments des tirailleurs marocains interdit le franchissement de la Seine sous les ordres du capitaine Guiraud.
  - 15 juin : Combats à Brolles et Le Coudray
  - 18 juin : Combats à Taille de Ruines
  - 20 juin : Combats à Saint Julien sur Cher
  - 22 juin : Combats à Rosnay et Luchapt
- 7 septembre 1940 : Rapatriement du 97e GRDI en Tunisie. Il ne reste que 250 hommes sur les 650 de sa formation.
- 30 septembre 1940 : Le 97e groupe de reconnaissance de division d'infanterie est dissous à Sousse.

## Liste des chefs de corps
- 3 février 1940 au 9 juin 1940 : Lacombe de la Tour (†)
- 11 juin 1940 au 30 septembre 1940 : capitaine de Guiraud

## Citations
- Collective à l’Ordre de l’Armée

Sous les ordres du Lieutenant-Colonel Lacombe de La Tour, chargé avec ses seuls moyens organiques, de contenir un ennemi numériquement supérieur et doté d'engins blindés, a réussi, du 18 au 25 mai 1940, en attendant l'arrivée des premiers éléments d'infanterie amie, à harceler, à l'empêcher de remplir sa mission, fournissant sur cet ennemi des renseignements précieux, parvenant à lui détruire plusieurs autos-mitrailleuses et lui faisant des prisonniers.
 Le 7 juin, la résistance ayant été reportée de la Somme sur l'Avre, a participé vigoureusement aux combats d'arrière-garde, détruisant plusieurs engins blindés ennemis.
Le 9 juin, a couvert le repli de la Division sur l'Oise, contenant l'attaque des chars adverses et, bien qu'ayant perdu dans cette seule journée son chef, tombé glorieusement dans la bataille, et plus de la moitié de son effectif, a été engagé de nouveau sur la Seine, le 15 juin, et, avec ses derniers éléments, a pris part à la défense du Cher puis de l'Indre, infligeant encore dans ces derniers combats des pertes à l'ennemi

Le 8 septembre 1941
- Action d'éclat du Maréchal des Logis Scappucci à Péronne le 19 mai 1940

Isolé et sommé de se rendre, abat avec son revolver plusieurs Allemands; poursuivi et capturé, s'évade au cours de la nuit et regagne les lignes françaises, malgré quatre blessures graves.
- Action d'éclat du Maréchal des Logis Fosdick à Noroy le 9 juin 1940

Debout et seul, lance trois grenades sur un char ennemi qui tire sur lui à 30 mètres et immobilise le blindé au moment où lui-même s'écroule, mortellement blessé.

## Sources et bibliographie
- Le livre d’or de la Légion étrangère (1831-1955), Jean Brunon et Georges Manue, éditions Charles Lavauzelle et Cie, 1958.
- Histoire de la Légion, de Narvik à Kolwesi, Henri Le Mire, éditions Albin Michel, 1978,  (ISBN 978-2-226-00694-3)
- Képi blanc n°700 de juin 2008
- Mémorial des groupes de reconnaissance 1939-1940

1. 1 2  Mémorial des groupes de reconnaissance 1939-1940.